# Desa Cengal (administrativ by i Indonesien, lat -6,92, long 108,55)
Desa Cengal är en administrativ by i Indonesien.   Den ligger i provinsen Jawa Barat, i den västra delen av landet, 200 km öster om huvudstaden Jakarta.